# Теорема Каратеодори о продолжении меры
Теорема Каратеодори о продолжении меры — утверждение теории меры, согласно которому произвольная счётно-аддитивная мера на некотором кольце {\displaystyle {\mathcal {R}}} подмножеств множества {\displaystyle \Omega } может быть продолжена на {\displaystyle \sigma }-кольцо, порождённое кольцом {\displaystyle {\mathcal {R}}}, а в случае {\displaystyle \sigma }-конечности меры — такое продолжение является единственным. Из теоремы, в частности, вытекает существование и единственность меры Бореля и меры Лебега. Впервые установлена Морисом Фреше в 1924 году, впоследствии найдена Константином Каратеодори, с чьим именем традиционно связывается, иногда в литературе результат также упоминается как теорема Каратеодори — Хопфа, теорема Хопфа о продолжении меры, теорема Хана — Колмогорова.
Теорема для {\displaystyle {\mathcal {R}}} — кольца подмножеств множества {\displaystyle \Omega } с мерой {\displaystyle \mu \colon \mathbb {R} \to [0,+\infty ]} и {\displaystyle \sigma ({\mathcal {R}})} — {\displaystyle \sigma }-кольца, порождённого {\displaystyle \mathbb {R} } утверждает, что существует мера {\displaystyle \mu '\colon \sigma ({\mathcal {R}})\to [0,+\infty ]} такая, что {\displaystyle \mu '|_{\mathbb {R} }=\mu }, единственное и {\displaystyle \sigma }-конечное в случае {\displaystyle \sigma }-конечности {\displaystyle \mu }.
Более того, продолжение существует для меры, заданной на полукольце, то есть семействе подмножеств {\displaystyle S}, удовлетворяющих следующим условиям:
- {\displaystyle \varnothing \in S};
- для любых {\displaystyle A,B\in S} пересечение {\displaystyle A\cap B\in S};
- для любых {\displaystyle A,B\in S} существуют такие попарно непересекающиеся множества {\displaystyle K_{i}\in S}, где {\displaystyle i=1,2,\ldots ,n}, что {\displaystyle A\setminus B=\biguplus _{i=1}^{n}{K_{i}}}.

Однако этот случай легко сводится к предыдущему, поскольку каждое полукольцо {\displaystyle S} порождает кольцо {\displaystyle R(S)}, элементами которого являются всевозможные конечные дизъюнктные объединения множеств из {\displaystyle S}:
{\displaystyle R(S)={\Big \{}\biguplus _{i=1}^{n}{A_{i}}\mid A_{i}\in S{\Big \}}},
а мера {\displaystyle \mu }, заданная на полукольце, продолжается на всё кольцо:
{\displaystyle \mu (A)=\sum _{i=1}^{n}{\mu (A_{i})}}, где {\displaystyle A=\biguplus _{i=1}^{n}{A_{i}}}, {\displaystyle A_{i}\in S}.

## Построение продолжения
Если {\displaystyle \mu } — мера, определённая на кольце {\displaystyle {\mathcal {R}}} подмножеств множества {\displaystyle \Omega }, то на подмножествах {\displaystyle A\subset \Omega } можно определить функцию:
{\displaystyle \mu ^{*}(A)=\inf \left\{\sum _{k=1}^{\infty }\mathrm {\mu } \,(E_{k})\,\mid \,E_{k}\in {\mathcal {R}},\,A\subset \bigcup _{k=1}^{\infty }E_{k}\right\}}.
Эта функция является внешней мерой, порождённой мерой {\displaystyle \mu }.
Если {\displaystyle {\mathcal {M}}_{\mu }} — семейство подмножеств {\displaystyle A} множества {\displaystyle \Omega }, таких что для всех {\displaystyle E\subset \Omega } выполняется {\displaystyle \mu ^{*}(E\cap A)+\mu ^{*}(E\setminus A)=\mu ^{*}(E)}, то {\displaystyle {\mathcal {M}}_{\mu }} является {\displaystyle \sigma }-кольцом, и на нём можно определить меру {\displaystyle {\overline {\mu }}(A)=\mu ^{*}(A)} для всех {\displaystyle A\in {\mathcal {M}}_{\mu }}. Определённая таким образом функция является мерой, которая совпадает с {\displaystyle \mu } на множествах кольца {\displaystyle {\mathcal {R}}}. Также {\displaystyle {\mathcal {M}}_{\mu }} содержит {\displaystyle \sigma }-алгебру {\displaystyle \sigma ({\mathcal {R}})} и сужение {\displaystyle {\overline {\mu }}} на элементы {\displaystyle \sigma ({\mathcal {R}})} и будет необходимым расширением меры.
{\displaystyle \sigma }-кольцо {\displaystyle {\mathcal {M}}_{\mu }} является пополнением кольца {\displaystyle \sigma ({\mathcal {R}})}, соответственно, они совпадают, если определённая мера на {\displaystyle \sigma ({\mathcal {R}})} является полной.

## Примеры
Если на действительной прямой взять полукольцо {\displaystyle {\mathcal {S}}} интервалов {\displaystyle [a,b]}, где {\displaystyle a<b} и мера {\displaystyle [a,b]} равна {\displaystyle b-a}, то представленная конструкция дает определение меры Бореля на борелевских множествах {\displaystyle \sigma ({\mathcal {S}})}. Множеству {\displaystyle {\mathcal {M}}_{\mu }} здесь соответствует множество измеримых по Лебегу множеств.
Условие {\displaystyle \sigma }-конечности является необходимым для единственности продолжения. Например, на множестве {\displaystyle X} всех рациональных чисел промежутка {\displaystyle [0,1]} можно задать полукольцо промежутков с рациональными концами {\displaystyle [a,b)}, где {\displaystyle a<b} — рациональные числа из промежутка {\displaystyle [0,1]}. {\displaystyle \sigma }-кольцо, порождённое этим полукольцом, является множеством всех подмножеств {\displaystyle X}. Пусть теперь {\displaystyle \mu (A)} равно количеству элементов {\displaystyle A}, а {\displaystyle \mu '(A)=2\mu (A)}. Тогда обе меры совпадают на полукольце и порождённом кольце (поскольку все непустые множества полукольца и кольца являются бесконечными, то обе меры на всех этих множествах равны {\displaystyle \infty }), но не совпадают на порождённом {\displaystyle \sigma }-кольце. То есть в данном случае продолжение не является единственным.